# Diane Williams
Diane Williams (* 14. Dezember 1960 in Chicago) ist eine ehemalige US-amerikanische Leichtathletin, die sich auf den 100-Meter-Lauf spezialisiert hatte.
Bei den Weltmeisterschaften 1983 in Helsinki gewann Williams über 100 Meter mit einer Zeit von 11,06 s die Bronzemedaille hinter den beiden Ostdeutschen Marlies Göhr (10,97 s) und Marita Koch (11,02 s). Vier Jahre später bei den Weltmeisterschaften 1987 in Rom holte sie den Titel in der 4-mal-100-Meter-Staffel. Die US-amerikanische Mannschaft in der Besetzung Alice Brown, Diane Williams, Florence Griffith-Joyner und Pam Marshall verwies in 41,58 s die Stafetten der DDR (41,95 s) und der Sowjetunion (42,33 s) auf die Plätze. Im 100-Meter-Lauf belegte Williams in Rom den vierten Rang.
Anlässlich einer Anhörung im April 1989 gab Williams zu, von 1981 bis 1984 mit anabolen Steroiden gedopt zu haben. Sie erklärte jedoch, diese später wegen starker Nebenwirkungen abgesetzt zu haben. Ihr Trainer Chuck DeBus wurde lebenslang gesperrt.

## Bestleistungen
- 100 m: 10,86 s, 16. Juli 1988, Indianapolis